# Бавовняна промисловість
Баво́вняна промисло́вість — галузь текстильної промисловості, яка об'єднує прядильне, ткацьке, крутильнониткове і фарбувально-обробне виробництва.

## Сировина, вироби
Бавовняна промисловість виготовляє ситці, бязі, сатини, тканини сукневі, меблево-декоративні, ворсові, рушникові, технічні, нитки, корд тощо. Основною сировиною для бавовняної промисловості є бавовна.

## Історія промисловості
Ручне виробництво тканин з бавовни було відоме задовго до н. е. в Індії та Китаї. Нова історія бавовняної промисловості починається в Англії, де в 2-й пол. 18 століття створюється машинне виробництво бавовняних тканин.
В Росії перші відносно великі бавовняноткацькі підприємства виникли в 2-й пол. 18 і на поч. 19 ст. в Московсько-Владимирському районі, а також в Астраханській і Петербурзькій губерніях. Механізація бавовняного виробництва в Росії почалася з заснування 1798 під Петербургом Олександрівської мануфактури. Бавовняна промисловість в Росії великою мірою залежала від закордону. Перед першою світовою війною майже половина перероблюваної сировини завозилася з інших країн. У 1913 в Росії було виготовлено 2 672 млн м бавовняних тканин.

## Бавовняна промисловість СРСР
В СРСР бавовняна промисловість набула розвитку за роки п'ятирічок. Було реконструйовано старі і збудовано багато нових підприємств. У 1958 у бавовняній промисловості налічувалось понад 10,4 млн веретен, у тому числі 8 631 тис. нових кільцепрядильних машин; понад 220 тис. ткацьких верстатів, з яких 112 тис. автоматичних. Виробництво бавовняних тканин у 1958 зросло в порівнянні з 1913 у 2,25 раза і становило 5789 млн м.
Створено нові райони бавовняної промисловості в Середній Азії, Зх. Сибіру, Закавказзі.

### Бавовняна промисловість України
Бавовняна промисловість України виникла фактично після Жовтн. перевороту; у 1940 вона випускала 27,2% продукції текст. промисловості республіки. В складі бавовняної промисловості було 11 держ. фабрик: велика прядильна ф-ка в Полтаві, ватноткацька в Києві, ткацькі в Чернівцях, Станіславі, Коломиї, бавовняні ф-ки в Стеблеві, Коростишеві, Радомишлі.
Бавовняна промисловість УРСР значно розширилась у післявоєнні роки. Були збудовані прядильні ф-ки в Києві, Львові, Чернівцях та 1-а черга Херсонського бавовняного комбінату. В УРСР 1958 працювало 416,2 тис. веретен і 6,5 тис. ткацьких верстатів. Виробництво бавовняних тканин в УРСР зросло у 1958 в порівнянні з 1913 більш ніж у 16 раз і становило 77,1 млн м. У семирічці 1959—65 в Україні потужність бавовняної промисловості досягне 728 тис. веретен і 8 049 ткацьких верстатів, повністю заміниться морально застаріле устаткування. Випуск тканин збільшиться до 219 млн м. Виробництво цих тканин на душу населення в УРСР в 1965 зросте в порівнянні з 1955 у 3,8 раза. Набагато розшириться асортимент продукції, значно збільшиться кількість тканин, виготовлених з суміші бавовни, синтетичних і штучних волокон.
Бавовняна промисловість зростала високими темпами у КНР, Польщі, Чехословаччині, Болгарії, НДР, . В КНР 1957 вироблялось бавовняних тканин понад 5 000 млн м, що майже в 5 раз більше, ніж у 1949.
В країнах Західного світу у ХХ ст. бавовняна промисловість була найбільш розвинута в США, де в 1958 виробництво бавовняних тканин становило 8100 млн м, у Великій Британії — 1306 млн м, Франції — 223 тис. т, Італії — 114,4 тис. т і в Японії — 2653 млн м².